# Гранді (округ, Іллінойс)
Шаблон:StateAbbr_ 41°17′ пн. ш. 88°26′ зх. д. / 41.29° пн. ш. 88.43° зх. д.
Округ Гранді (англ. Grundy County) — округ (графство) у штаті Іллінойс, США. Ідентифікатор округу 17063.

## Історія
Округ утворений 1841 року.

## Демографія
За даними перепису
2000 року
загальне населення округу становило 37535 осіб, зокрема міського населення було 23078, а сільського — 14457.
Серед мешканців округу чоловіків було 18662, а жінок — 18873. В окрузі було 14293 домогосподарства, 10278 родин, які мешкали в 15040 будинках.
Середній розмір родини становив 3,09.
Віковий розподіл населення поданий у таблиці:
| Стать    | До 15 років | 15-21 | 22-29 | 30-39 | 40-49 | 50-65 | 65-85 | Понад 85 |
| -------- | ----------- | ----- | ----- | ----- | ----- | ----- | ----- | -------- |
| Чоловіки | 4140        | 1956  | 1848  | 2841  | 3106  | 2870  | 1722  | 179      |
| Жінки    | 4032        | 1741  | 1732  | 2904  | 2971  | 2787  | 2268  | 438      |

## Суміжні округи
- Кендалл — північ
- Вілл — схід
- Канкакі — південний схід
- Лівінґстон — південь
- Ла-Салл — захід

## Виноски
1. ↑  U.S. Decennial Census. United States Census Bureau. Архів оригіналу за 26 квітня 2015. Процитовано 5 липня 2014.
2. ↑  Historical Census Browser. University of Virginia Library. Архів оригіналу за 16 серпня 2012. Процитовано 5 липня 2014.
3. ↑  Population of Counties by Decennial Census: 1900 to 1990. United States Census Bureau. Архів оригіналу за 24 квітня 2014. Процитовано 5 липня 2014.
4. ↑  Census 2000 PHC-T-4. Ranking Tables for Counties: 1990 and 2000 (PDF). United States Census Bureau. Архів оригіналу (PDF) за 18 грудня 2014. Процитовано 5 липня 2014.
5. ↑  State & County QuickFacts. United States Census Bureau. Архів оригіналу за 6 червня 2011. Процитовано 5 липня 2014.(англ.) Наведено за англійською вікіпедією.
6. ↑  American FactFinder. Бюро перепису населення США. Архів оригіналу за 26 лютого 2012. Процитовано 31 січня 2008.

| США | Це незавершена стаття з географії США. Ви можете допомогти проєкту, виправивши або дописавши її. |